# Marshall Wayne
Marshall Wayne (* 25. Mai 1912 in St. Louis, Missouri; † 16. Juni 1999 in Hendersonville, North Carolina) war ein US-amerikanischer Wasserspringer. Sein größter Erfolg war der Gewinn der Goldmedaille im Turmspringen bei den Olympischen Sommerspielen 1936 in Berlin.

## Leben

### Erfolge auf nationaler Ebene
Marshall Wayne wuchs in Miami auf, wo er sich als Jugendlicher dem Schwimmen und Wasserspringen zuwandte. Galt er in seiner High-School-Zeit noch als vielversprechender Wasserspringer, wechselte er an das College der University of Miami. Dort entwickelte sich der im Vergleich zu anderen Wasserspringern sehr hochgewachsene, blonde Wayne zum Spitzensportler in dieser Disziplin und konnte zahlreiche Wettbewerbe im Wasserspringen für sich entscheiden. Er gehörte dem Biltmore Athletic Club in Miami an und wurde von Don Grubbs trainiert.
Erstmals auf sich aufmerksam machte Wayne Anfang April 1933 bei den AAU-Meisterschaften in New York, wo er hinter Richard Degener einen zweiten Platz belegte. Mitte Juli desselben Jahres gewann er seinen ersten AAU-Titel in Chicago vom 3-Meter-Brett und konkurrierte fortan wiederholt mit Degener um Siege vom 3-Meter-Brett oder 10-Meter-Turm. Zu einem engen Duell der beiden kam es bei den AAU-Meisterschaften Anfang April 1934 in Columbus (Ohio), wo der Sieg Degeners mit 0,26 Punkten Vorsprung erst beim letzten Sprung entschieden wurde. Drei Monate später gewann Wayne in Chicago die Konkurrenz vom 10-Meter-Turm vor Degener. Bei den AAU-Freiluft-Meisterschaften 1935 in Detroit unterlag Wayne in den beiden Wettbewerben Degener, wobei im Turmspringen beide nur 0,20 Punkte trennten.

### Olympiasieg und Wechsel ins Profilager
Im Olympiajahr 1936 belegte Wayne Mitte Juni bei den Meisterschaften der Amateur Athletic Union (AAU) in Des Moines nur einen fünften Platz vom 3-Meter-Brett, gewann aber die Konkurrenz im Turmspringen vor Elbert Root und Frank Kurtz. Daraufhin wurde er gemeinsam mit Degener, Al Greene, Root und Kurtz in das Aufgebot der US-amerikanischen Nationalmannschaft für die Olympischen Sommerspiele 1936 in Berlin berufen. Dort trat er im Kunst- und Turmspringen an.
Im Kunstspringen vom 3-Meter-Brett, das am 10. und 11. August 1936 ausgetragen wurde, hatten die Teilnehmer je fünf Pflicht- und fünf frei wählbare Kürsprünge zu absolvieren. Wayne gewann mit vier Punkten Rückstand auf Richard Degener die Silbermedaille. In der vom 14. bis 15. August stattfindenden Konkurrenz vom 10-Meter-Turm hatten die Sportler ebenso fünf Pflicht- und Kürsprünge zu absolvieren. Wayne gewann bei Abwesenheit Degeners mit 113,58 Punkten die Goldmedaille vor seinem Landsmann Elbert Root und dem Deutschen Hermann Stork. Bereits den Vorkampf hatte er mit 46,65 Punkten vor dem Deutschen Erhard Weiß und Stork dominiert. Reichskanzler Adolf Hitler empfing den Olympiasieger, soll aber über Waynes Sieg verstimmt gewesen sein und dies offen zum Ausdruck gebracht haben. Die US-amerikanischen Sportlerinnen und Sportler dominierten die Wassersprungwettbewerbe: sie stellten alle vier Olympiasieger und gewannen insgesamt zehn von zwölf möglichen Medaillen.
Zurück in den Vereinigten Staaten wurde Wayne aufgrund seiner Erfolge für die James E. Sullivan Trophy der AAU vorgeschlagen, die aber an den Zehnkampf-Olympiasieger Glenn Morris verliehen wurde. Noch im selben Jahr unterschrieb der US-Amerikaner einen Profivertrag beim Bostoner Sportpromoter Sam Snyder und nahm mit so bekannten Kollegen wie Johnny Weissmüller, Eleanor Holm, Buster Crabbe und Esther Williams an der von Billy Rose organisierten Freiluftshow Aquacade (Cleveland 1937, New York 1939 und San Francisco 1940) teil. Als Fotomodel warb er auch Ende der 1930er Jahre für die Zigarettenmarke Camel.

### Tätigkeit als Pilot und Privatleben
Im Zweiten Weltkrieg kehrte Wayne als Colonel des US Army Air Corps nach Europa zurück. Sein Flugzeug wurde über Italien abgeschossen und er überlebte den Absturz mit schweren Verletzungen an einem seiner Beine. Von italienischen Zivilisten gerettet, wurde er zu einem britischen Truppenverbandsplatz gebracht und von dort nach England überführt. Die Bänder- und Sehnenrisse wurden dort versorgt, seine Muskelverletzungen später auch im Biltmore Hospital von Miami behandelt.
Trotz seiner im Krieg erlittenen Verletzungen arbeitete Marshall Wayne später als Flugkapitän für die Pan American World Airways. Er ging 1972 in den Ruhestand und zog nach Hendersonville, North Carolina, um näher bei seiner Schwester leben zu können. Wayne war bis 1952 mit der Schauspielerin Lucia Robinson († 1999) verheiratet, die er 1939 bei der Aquacade kennengelernt hatte. Aus der Verbindung gingen zwei Töchter hervor.
1981 wurde Wayne in die International Swimming Hall of Fame der Wasserspringer aufgenommen. 1996 war der 85-Jährige im Rahmen der Olympischen Sommerspiele in Atlanta für das Atlanta Olympic Committee in der Region von Hendersonville tätig, was unter anderem mit einem Auftritt bei einer Parade einherging. 1999 war Wayne dabei ein Buch zu schreiben, als er eine Hirnblutung erlitt und später im Pardee Hospital von Hendersonville im Alter von 87 Jahren verstarb.